# Anasztaszija Szergejevna Potapova
Anasztaszija Szergejevna Potapova (oroszul: Анастасия Сергеевна Потапова; Szaratov, 2001. március 30. –) korábbi junior világelső, junior Grand Slam-tornagyőztes, orosz hivatásos teniszezőnő.
2017 óta profi teniszjátékos. Egyéniben három WTA- és egy ITF-tornagyőzelemmel rendelkezik, párosban két WTA- és két ITF-tornát nyert meg. Legjobb világranglista helyezése egyéniben a 2023. június 19-én elért 21. hely, párosban a legjobbjaként a 40. helyre 2022. december 5-én került.
Juniorként megnyerte a 2016-os wimbledoni teniszbajnokság lány egyéni versenyét. A junior lány párosok versenyén három alkalommal játszott döntőt Grand Slam-tornán. A felnőttek között a legjobb Grand Slam-tornaeredménye egyéniben a 2024-es Roland Garroson elért 4. kör, párosban a 2021-es Australian Openen és a 2025-ös Roland Garroson a negyeddöntőig jutott.
Első egyéni ITF-tornagyőzelmét 2017. márciusban Curitibában szerezte, ahol a döntőben Amanda Anisimova ellen győzött. WTA-tornán egyéniben két alkalommal játszott döntőt, 2018. júliusban Moszkvában és 2018. szeptemberben Taskentben. Párosban Vera Zvonarjova párjaként 2018. júniusban a Moscow River Cup tornán végzett az első helyen.

## Junior Grand Slam döntői

### Egyéni

#### Győzelmek (1)
| Év   | Bajnokság | Borítás | Ellenfél            | Eredmény |
| ---- | --------- | ------- | ------------------- | -------- |
| 2016 | Wimbledon | Fű      | Dajana Jasztremszka | 6–4, 6–3 |

### Páros

#### Elveszített döntői (3)
| Év   | Bajnokság     | Borítás | Partner           | Ellenfél                                | Eredmény         |
| ---- | ------------- | ------- | ----------------- | --------------------------------------- | ---------------- |
| 2015 | US Open       | Kemény  | Anna Kalinszkaja  | Viktória Kužmová Alekszandra Poszpelova | 5–7, 2–6         |
| 2016 | Roland Garros | Salak   | Oleszja Pervusina | Paula Arias Manjón Olga Danilović       | 6–3, 3–6, [8–10] |
| 2017 | Roland Garros | Salak   | Oleszja Pervusina | Bianca Andreescu Carson Branstine       | 1–6, 3–6         |

## WTA-döntői

### Egyéni
| Összesítés            |                              |
| Grand Slam-torna (0)  |                              |
| Premier Mandatory (0) | WTA 1000 (kötelező)* (0)     |
| Premier Five (0)      | WTA 1000 (nem kötelező)* (0) |
| Premier (0)           | WTA 500* (0)                 |
| International (0)     | WTA 250* (3)                 |

*2021-től megváltozott a tornák kategóriáinak elnevezése.

#### Győzelmei (3)
| No. | Dátum             | Torna                        | Borítás    | Ellenfél a döntőben    | Eredmény a döntőben |
| 1.  | 2022. április 24. | Istanbul Cup, Isztambul      | Salak      | Veronyika Kugyermetova | 6–3, 6–1            |
| 2.  | 2023. február 12. | Ladies Linz, Linz            | Kemény (f) | Petra Martić           | 6–3, 6–1            |
| 3.  | 2025. február 9.  | Transylvania Open, Kolozsvár | Kemény (f) | Lucia Bronzetti        | 4–6, 6–1, 6–2       |

#### Elveszített döntői (3)
| No. | Dátum                | Torna                     | Borítás | Ellenfél a döntőben  | Eredmény a döntőben |
| 1.  | 2018. július 29.     | Moscow River Cup, Moszkva | Salak   | Olga Danilović       | 5–7, 7–6(1), 4–6    |
| 2.  | 2018. szeptember 29. | Tashkent Open, Taskent    | Kemény  | Margarita Gaszparjan | 2–6, 1–6            |
| 3.  | 2022. július 31.     | Prague Open, Prága        | Salak   | Marie Bouzková       | 0–6, 3–6            |

### Páros
| Összesítés            |                              |
| Grand Slam-torna (0)  |                              |
| Premier Mandatory (0) | WTA 1000 (kötelező)* (0)     |
| Premier Five (0)      | WTA 1000 (nem kötelező)* (0) |
| Premier (0)           | WTA 500* (0)                 |
| International (1)     | WTA 250* (1)                 |

*2021-től megváltozott a tornák kategóriáinak elnevezése.

#### Győzelmei (2)
| No. | Dátum            | Torna                     | Borítás | Partner         | Ellenfél a döntőben                     | Eredmény a döntőben |
| 1.  | 2018. július 29. | Moscow River Cup, Moszkva | Salak   | Vera Zvonarjova | Alekszandra Panova Galina Voszkobojeva  | 6–0, 6–3            |
| 2.  | 2022. július 31. | Prague Open, Prága        | Salak   | Jana Szizikova  | Angelina Gabujeva Anasztaszija Zaharova | 6–3, 6–4            |

#### Elveszített döntői (1)
| No. | Dátum             | Torna                            | Borítás | Partner       | Ellenfél a döntőben           | Eredmény a döntőben |
| 1.  | 2021. február 19. | Phillip Island Trophy, Melbourne | Kemény  | Anna Blinkova | Ankita Raina Kamilla Rahimova | 6–2, 4–6, [7–10]    |

## ITF döntői

### Egyéni: 4 (1−3)
| Díjazás        |
| -------------- |
| $100,000 torna |
| $$80,000 torna |
| $$60,000 torna |
| $25,000 torna  |
| $15,000 torna  |

| Borításonként |
| ------------- |
| Kemény (1–2)  |
| Salak (1–0)   |
| Fű (0–0)      |
| Szőnyeg (0–0) |

| Eredmény | Gy–V | Dátum            | Torna                  | Borítás    | Ellenfél            | Eredmény         |
| -------- | ---- | ---------------- | ---------------------- | ---------- | ------------------- | ---------------- |
| Győztes  | 1–0  | 2017. március 5. | ITF Curitiba, Brazília | Kemény     | Amanda Anisimova    | 6–7(7), 7–5, 6–2 |
| Döntős   | 1–1  | 2018. január 21. | Sarm es-Sejk, Egyiptom | Kemény     | Yuliya Hatouka      | 4–6, 6–4, 5–7    |
| Döntős   | 1–2  | 2018. május 5.   | Himki, Oroszország     | Kemény (f) | Vera Lapko          | 1–6, 3–6         |
| Döntős   | 1–3  | 2018. július 8.  | Róma, Olaszország      | Salak      | Dajana Jasztremszka | 1–6, 0–6         |

### Páros: 4 (2–2)
| Díjazás        |
| -------------- |
| $100,000 torna |
| $80,000 torna  |
| $60,000 torna  |
| $25,000 torna  |
| $15,000 torna  |

| Borításonként |
| ------------- |
| Kemény (1–2)  |
| Salak (1–0)   |
| Fű (0–0)      |
| Szőnyeg (0–0) |

| Eredmény | No. | Dátum             | Torna                  | Borítás    | Partner             | Ellenfél                              | Eredmény         |
| -------- | --- | ----------------- | ---------------------- | ---------- | ------------------- | ------------------------------------- | ---------------- |
| Győztes  | 1.  | 2017. május 6.    | Himki, Oroszország     | Kemény (f) | Oleszja Pervusina   | Jekatyerina Kazionova Darja Kruzskova | 6–0, 6–1         |
| Győztes  | 2.  | 2017. július 29.  | Prága, Csehország      | Salak      | Dajana Jasztremszka | Mihaela Buzărnescu Aljona Fomina      | 6–2, 6–2         |
| Döntős   | 1.  | 2018. január 20.  | Sarm es-Sejk, Egyiptom | Kemény     | Jekatyerina Jasina  | Jade Lewis Erin Routliffe             | 6–0, 5–7, [6–10] |
| Döntős   | 2.  | 2018. április 14. | Isztambul, Törökország | Kemény     | Olga Dorosina       | Ayla Aksu Harriet Dart                | 4–6, 6–7(3)      |

## Eredményei Grand Slam-tornákon

### Egyéni
| Grand Slam | Australian Open | Australian Open  | Roland Garros  | Roland Garros        | Wimbledon | Wimbledon       | US Open  | US Open          |
| Év         | Eredmény        | Utolsó ellenfél  | Eredmény       | Utolsó ellenfél      | Eredmény  | Utolsó ellenfél | Eredmény | Utolsó ellenfél  |
| 2017       | −               | −                | −              | −                    | 1. kör    | Tatjana Maria   | −        | −                |
| 2018       | −               | −                | −              | −                    | −         | −               | Q3       | Julia Glushko    |
| 2019       | 2. kör          | Madison Keys     | 2. kör         | Markéta Vondroušová  | 2. kör    | Petra Martić    | 1. kör   | Cori Gauff       |
| 2020       | 1. kör          | Serena Williams  | −              | −                    | elmaradt  | elmaradt        | −        | −                |
| 2021       | 3. kör          | Serena Williams  | 1. kör         | Leylah Fernandez     | 1. kör    | Donna Vekić     | 1. kör   | Jessica Pegula   |
| 2022       | 1. kör          | Camila Giorgi    | Selejtező (Q2) | Selejtező (Q2)       | kizárva   | kizárva         | 2. kör   | Cseng Csin-ven   |
| 2023       | 2. kör          | N Párrizas Díaz  | 3. kör         | A Pavljucsenkova     | 3. kör    | Mirra Andrejeva | 1. kör   | Clara Tauson     |
| 2024       | 1. kör          | Kaja Juvan       | 4. kör         | Iga Świątek          | 1. kör    | Bernarda Pera   | 3. kör   | Karolína Muchová |
| 2025       | 2. kör          | A Pavljucsenkova | 2. kör         | Julija Sztarodubceva |           |                 |          |                  |

## Év végi világranglista-helyezései
| Év     | 2017 | 2018 | 2019 | 2020 | 2021 | 2022 | 2023 | 2024 |
| Egyéni | 237. | 94.  | 93.  | 100. | 69.  | 43.  | 28.  | 35.  |
| Páros  | 253. | 120. | 107. | 131. | 86.  | 41.  | 133. | 82.  |